# انگیشکه
انگیشکه (به لاتین: Ingishkah) یک منطقهٔ مسکونی در افغانستان است که در ولایت سرپل واقع شده‌است.